# Temná Hvězda
Temná Hvězda (anglicky Dark Star) je americký sci-fi film s prvky satiry a černého humoru z roku 1974. Režii, scénář, hudbu a produkci obstaral John Carpenter, na scénáři se podílel i Dan O'Bannon, který ve filmu hrál jednu z hlavních rolí (seržanta Pinbacka).
Děj se odehrává na palubě průzkumné kosmické lodi Temná Hvězda, jejíž posádka má za úkol ničit ve vesmíru nestabilní planety. Jednotliví členové se svérázným způsobem vypořádávají s problémy (někteří např. izolací, jiní jejich ignorováním), komunikují s inteligentním příslušenstvím lodi (palubní počítač, bomby) a v kritických chvílích oslabují vzájemné již dost apatické vztahy.
Temná Hvězda je parodií na film 2001: Vesmírná odysea (1968).

## Herecké obsazení
- Brian Narelle jako poručík Doolittle
- Dan O'Bannon jako seržant Pinback
- Cal Kuniholm jako Boiler
- Dre Pahich jako Talby
- Joe Saunders jako velitel Powell
- Cookie Knapp jako palubní počítač (hlas)
- Alan Sheretz jako bomba #19 (hlas)
- Adam Beckenbaugh jako bomba #20 (hlas)
- Nick Castle jako mimozemšťan
- Miles Watkins

## Děj
Ve 22. století technologická úroveň lidské civilizace umožňuje kolonizaci vzdálených koutů vesmíru. Posádka průzkumné lodi Temná Hvězda již 20 let plní svou misi - ničit nestabilní planety, které by mohly ohrozit budoucí kolonizaci.
Členové posádky jsou poručík Doolittle, seržant Pinback, Boiler a Talby. Velitelem na lodi býval Powell, toho zabil zkrat v panelu zadního sedadla. Powell byl uveden do stavu hlubokého zmrazení. Na lodi panuje nuda a lhostejnost a jednotliví členové se snaží občas narušit únavný stereotyp. Doolittle, dříve vášnivý surfař, si sestrojil z lahví hudební nástroj, Boiler mimo kouření cigaret trénuje střelbu z laserové pušky. Talby se straní ostatních a většinu času tráví v prosklené kupoli, kde pozoruje okolní vesmír. Pinback rád dělá vtípky na účet ostatních a do videodeníku si stěžuje na dusnou atmosféru na lodi a na nepochopení ostatních. Také uvádí, že je ve skutečnosti palivovým specialistou Billem Fruggem, jenž se dostal na místo Pinbacka poté, co ten spáchal sebevraždu.
Pinback také na loď přivedl „maskota“, mimozemšťana ve tvaru nafukovacího míče, kterého chodí krmit. Jednou mu škodolibý mimozemšťan uteče z kotce a když se jej Pinback snaží chytit, brání se a dělá mu naschvály (odstraní např. žebřík z výtahové šachty, Pinback má pak dost práce dostat se ven).
Palubní počítač se sladkým ženským hlasem posádce oznámí, že se blíží pole asteroidů vázané magnetickou bouří. Při průletu se poškodí zařízení pro odpalování inteligentních bomb, následkem čehož se bomba #20 vysune z pumovnice. Počítač jí oznámí, že se jedná o poruchu a přikáže jí vrátit se zpět do lodi. Bomba s nevolí poslechne. Na lodi se začíná projevovat více poruch a posádka nejeví snahu s tím něco udělat. Jediným aktivním mužem je Talby, který později komunikační poruchu identifikuje a vydá se ji odstranit. 
Boiler najde nestabilní planetu v Závojové mlhovině a Doolittle mění kurs. Pak si zajde popovídat do kupole za Talbym a sdělí mu nový cíl. Talby poznamená, že v Závojové mlhovině by mohli narazit na „fénixovy asteroidy“ - skupinu zářících asteroidů obíhajících vesmírem jednou za 12 300 000 000 000 000 000 let (12,3 trilionu). 
Když se Pinbackovi konečně podaří zneškodnit uprchlého mimozemšťana, vypráví to ostatním, ale ti neprojevují valný zájem. Jsou raději, když je zticha. Nereagují ani na varovná hlášení počítače upozorňující na různé poruchy. Talby se dostane do zadní sekce lodi a pokouší se opravit komunikační laser, přičemž je oslepen. Temná Hvězda již dorazila k cílové planetě a chystá se odpálit bombu #20. Ta se však neoddělila od držáku a hrozí, že vybuchne i s lodí. Doolittle jí přikazuje, aby se deaktivovala a vrátila se zpět do pumovnice, což bomba tvrdošíjně odmítá. Nevěří, že došlo k selhání systému a nehodlá přerušit detonační odpočet. Doolittle se vydává do kryogenní sekce, aby se poradil se zesnulým velitelem Powellem (tato část se podobá příběhu v románu Philipa K. Dicka Ubik), ten mu doporučí, aby šel na bombu s fenomenologií. Dolittle se pak vydá ve skafandru do kosmického prostoru a filozofuje s bombou o důkazech existence ve snaze přimět ji k deaktivaci. Záměr vyjde, bomba #20 se deaktivuje a vrátí se do pumovnice, aby mohla v klidu přemítat o své existenci. Zdá se, že nebezpečí je zažehnáno. Doolittle se chce vrátit na palubu jinou přechodovou komorou, tou, ve které se nachází Talby. Ten je po jejím otevření vymrštěn do kosmického prostoru a bezmocně se vzdaluje od lodi. Doolittle informuje Pinbacka, že letí Talbyho zachránit.
Pinback sděluje bombě #20, aby se připravila na nový rozkaz. Ta to po předchozí konverzaci odmítá s vysvětlením, že nebude reagovat na nesprávná data. Pasuje se do role boha a se slovy „budiž světlo“ exploduje. Temná Hvězda je rozmetána, Pinback a Boiler jsou okamžitě mrtvi. Doolittle a Talby spolu ještě chvíli komunikují, i když šance na jejich záchranu neexistuje. Talby letí přímo do tolik obdivovaných „fénixových asteroidů“, zatímco Doolittle se řítí směrem k planetě, kterou měla posádka původně zničit. Zachytí rovnou část trosky z lodi a „surfuje“ na ní do atmosféry planety, kde vzplane jako pochodeň.

## Citáty
Na počátku byla tma. A ta tma byla prázdná a beztvará. A kromě té tmy jsem byl také já. A já jsem se vznášel nad tou tmou a viděl jsem, že jsem sám. Budiž světlo. (bomba #20 před výbuchem v kosmické lodi Temná Hvězda)

## Zajímavosti
- ve scéně, kdy je Pinback zaseklý v podlaze výtahu, zahraje palubní počítač úryvek z opery Lazebník sevillský od italského hudebního skladatele Gioacchina Rossiniho.
- John Carpenter popsal svůj film Temná Hvězda jako vesmírné Čekání na Godota.[3]
- závěr filmu je paralelou na konec sci-fi povídky Kaleidoscope od Raye Bradburyho.[4]
- škodolibý mimozemšťan ve tvaru nafukovacího míče se stal předlohou pro monstrum z filmu Vetřelec z roku 1979, k němuž napsal scénář také Dan O'Bannon.[5]
- monolog bomby z konce filmu je použit v intru skladby Matahari kapely Mňága a Žďorp.